# Aphaniosoma denticulosum
Aphaniosoma denticulosum (лат.) — вид мух рода Aphaniosoma из семейства Chyromyidae. Видовой эпитет относится к ряду мельчайших бугорков с шипиками вдоль нижнего края шестого тергита самца.

## Распространение
Египет, Израиль.

## Описание
Мелкие мухи с телом длиной около 1,5 мм. Жёлтый вид с хорошо развитыми щитковыми волосками. Скутум спереди со сливающимися бледно-коричнево-желтыми виттами, а брюшко с поперечными коричневыми полосами на базальных тергитах; пара длинных лобных волосков перед оцеллярным треугольником; у самца тергит 5 сильно увеличен, кажется вздутым и с отчётливыми чёрными шипиками по вентральным краям.